# Lopjan
Lopjan (bulgariska: Лопян) är ett distrikt i Bulgarien.   Det ligger i kommunen Obsjtina Etropole och regionen Sofijska oblast, i den centrala delen av landet, 60 km öster om huvudstaden Sofia.
I omgivningarna runt Lopjan växer i huvudsak lövfällande lövskog. Runt Lopjan är det ganska glesbefolkat, med 36 invånare per kvadratkilometer.